# Cornelis Ooms
Cornelis Ooms, född 9 augusti 1940 i Rotterdam i Nederländerna, är en nederländsk-svensk målare och  grafiker.
Uppvuxen i en katolsk familj rymde han hemifrån och verkade till sjöss i flera år innan han på 1960-talet kom till Sverige. Cornelis Ooms är autodidakt och verksam inom måleri, däribland scenmåleri, och grafik men är också pedagogiskt verksam. Han hade separatutställningar i Galleri Frosta, Hörby, 1979 och 1980, Orups sjukhus Artos 1989, Ebbes konsthall i Trelleborg samma år och Trelleborgs museum 1991. Bland samlingsutställningar han deltagit i kan nämnas Trelleborgs museum 1985, Garvaregården i samma stad 1986 och Galleri Konstnärscentrum i Malmö 1987. Han finns representerad i Lomma kommun, Malmö stad, Statens konstråd och Trelleborgs museum.
Han var gift första gången 1964–1977 med Wivi-Ann Ooms, ogift Fust (1945–1979) och andra gången sedan 2012 med sin nuvarande hustru Maria Rincon Sanchez Ooms (född 1951). Han har en dotter, skådespelaren Amanda Ooms (född 1964) i första äktenskapet.